# Kii-Halbinsel

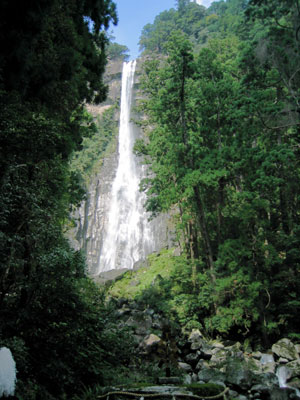
Der Nachi-Wasserfall

Die Kii-Halbinsel (jap. 紀伊半島, Kii-hantō) ist eine der größten  Halbinseln der japanischen Hauptinsel Honshū, deren südlichsten Teil sie bildet. Die Präfekturen Wakayama sowie der südliche Teil der Präfektur Osaka, und große Teile der Präfekturen Nara und Mie befinden sich auf der Kii-Halbinsel. Im Westen der Halbinsel liegen die Bucht von Osaka und der Kii-Kanal, im Süden der Pazifik, im Südosten das Kumano-nada (熊野灘) genannte Gebiet des Pazifiks, und im Nordosten die Ise-Bucht.
Der südlichste Punkt ist Kap Shionomisaki mit dem Shionomisaki-Leuchtturm; die größte vorgelagerte Insel ist das zum Kap benachbarte Kii-Ōshima. Auf der Kii-Halbinsel befinden sich zahlreiche heiße Quellen, so dass viele bekannte Onsen hier aufzufinden sind.
Hier befinden sich auch die Kii-Berge, die 2004 von der UNESCO zum Welterbe erklärt wurden.
Bedeutende Plätze auf der Halbinsel Kii sind:
- Nara, die frühere Hauptstadt
- Die Bergregion Koya (Kōya-san) mit dem gleichnamigen Hauptsitz der buddhistischen Shingon-Schule
- Der Negoro-Tempel (Negoro-ji), Hauptsitz der „Neuen Shingon-Lehre“
- Der Kongō Sanmai-in-Tempel
- Wakayama, früher Sitz des Kii- oder Kishu-Zweigs der Tokugawa-Familie
- Matsusaka, ein wichtiges Zentrum der Rinderzucht
- Ise, Sitz des Ise-Schreins und Zentrum der Perlengewinnung
- Iga, berühmt für seine Ninja
- Yoshino, eine stark bewaldete Gebirgsregion, Rückzugsort des südlichen Kaiserhofes in der Nanboku-chō-Periode
- die Region Kumano, in der sich die Kumano-Schreine und der Wasserfall Nachi befinden
- der Weltraumbahnhof Kii, ein privat betriebener Raketenstartplatz bei Kushimoto.